# Nätvingar
Nätvingar (Neuroptera) är en ordning i klassen insekter.

## Utseende
Individer i denna ordning genomgår fullständig förvandling. De har fyra nätådriga vingar samt bitande mundelar. Vingarna hålls under vilan taktegellik hoplagda. De är antingen alla likartade eller de bakre något mindre.
Antennerna är oftast långa, trådformade eller pärlbandslika. Ibland är de korta och i spetsen klubbformigt förtjockade (myrlejonsländor). Utom fasettögon finns ibland punktögon på pannan.
Larverna är utrustade med tre par bröstfötter. I övrigt är de mycket växlande i utseende och levnadssätt.

## Levnadssätt
Larver och fullbildade nätvingarna är rovdjur. En del lever vid eller i vatten och andra vistas på växter och nära sig av bladlöss. Några nätvingar söker sitt byte i gångar i jorden eller gräver fångstgropar i sandig jordmån.
De flesta spinner före förpuppningen en silkeskokong, inuti vilken puppan vilar. Puppan är ibland ovanlig rörlig. Den företar vandringar, innan förvandlingen äger rum.

## Systematik
Nätvingarnas ordning benämns ibland med det för systematiken olämpliga namnet sländor. Den består av mycket olika arter som inordnas i ungefär 18 familjer.
Några familjer som förekommer i Europa är:

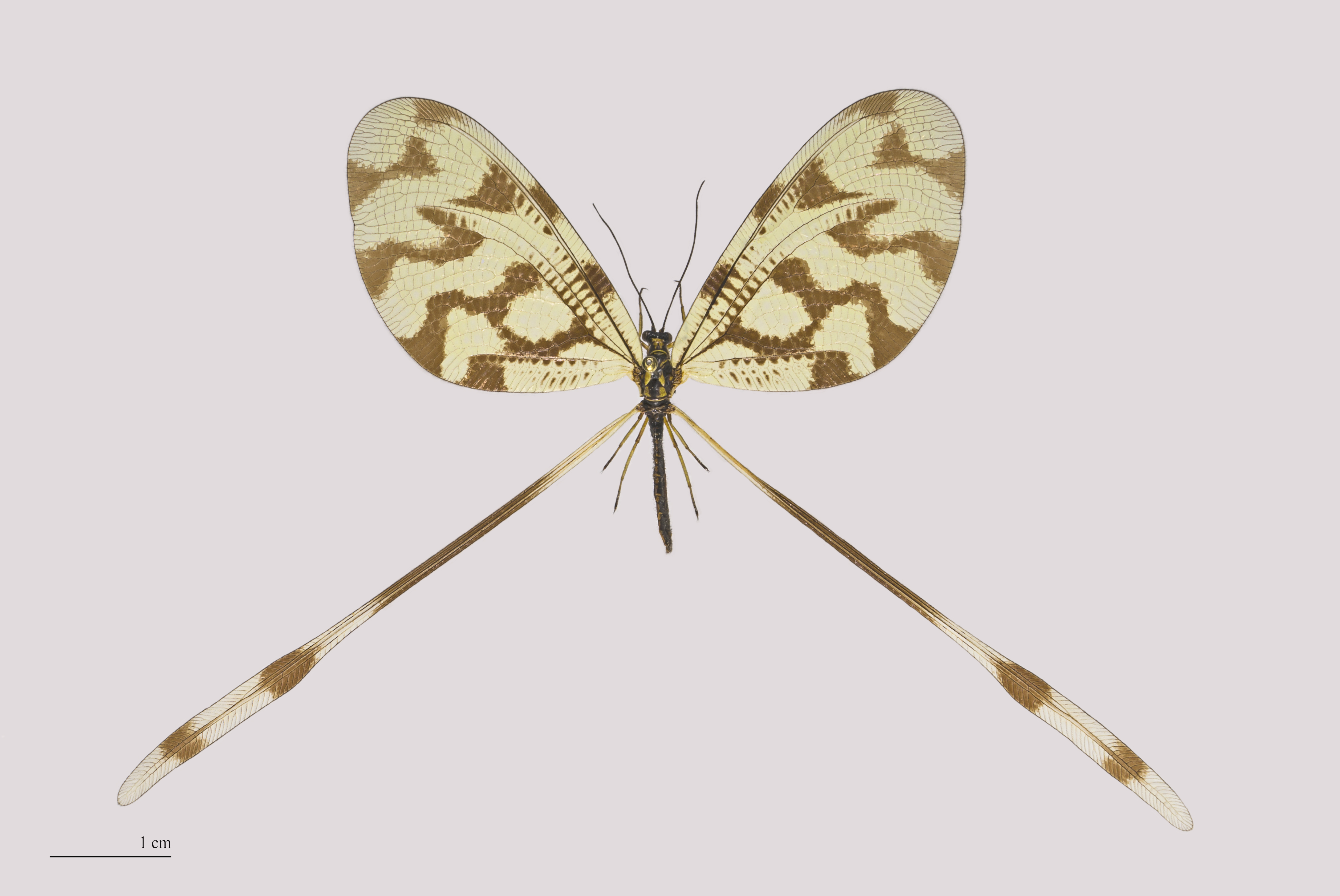
Nemopteridae - Nemoptera sp.

- myrlejonsländor (Myrmeleontidae)
- vaxsländor (Coniopterygidae)
- vattenrovsländor (Osmylidae)
- svampdjurssländor (Sisyridae)
- fångsländor (Mantispidae)
- florsländor (Hemerobiidae)
- guldögonsländor (Chrysopidae)
- fjärilsländor (Ascalaphidae)
- Nemopteridae